# レミー・タレス
レミー・タレス（Remi Tales、1984年5月2日 - ）は、プロD2、スタッド・モントワに所属するラグビー選手。

## プロフィール
- フランス・モン＝ド＝マルサン出身。
- ポジションはスタンドオフ(SO)。
- 身長 186cm、体重 93kg
- フランス代表キャップは24(2020年6月現在)でラグビーワールドカップ2015のフランス代表に選ばれた[1]。

## 略歴
モン＝ド＝マルサン、ラ・ロシェル、カストル・オランピック、ラシン92を経て、2018年、モン＝ド＝マルサンに復帰。 